# فلويد كيث
فلويد كيث (بالإنجليزية: Floyd Keith)‏ هو مدير فني أمريكي، ولد في 22 أغسطس 1948 في ساينت ماريس في الولايات المتحدة.